# Kazania na niedziele i święta całego roku
Kazania na niedziele i święta całego roku – zbiór kazań Piotra Skargi, wydany w Krakowie w 1595.
Kazania objaśniały głównie perykopy, czyli fragmenty Biblii, tutaj przeznaczone do czytania na określony dzień roku kościelnego. Do kolejnego wydania z 1597, zatytułowanego Kazania na niedziele i święta całego roku… z przydaniem kilku kazań sejmowych i kazania na pogrzebie Królowej J.M. starej, dołączone zostały Kazania sejmowe (pierwsze wydanie), mające charakter publicystyki politycznej.
Egzemplarze pierwszego wydania Kazań zostały wywiezione z Polski w XVII wieku przez Szwedów podczas wypraw zbrojnych i znajdują się na terenie Szwecji.